# Косін (Пижицький повіт)
Косін (пол. Kosin, нім. Kossin) — село в Польщі, у гміні Пшелевиці Пижицького повіту Західнопоморського воєводства.
Населення — 287 осіб (2011).
У 1975-1998 роках село належало до Щецинського воєводства.

## Демографія
Демографічна структура станом на 31 березня 2011 року:
|          | Загалом | Допрацездатний вік | Працездатний вік | Постпрацездатний вік |
| -------- | ------- | ------------------ | ---------------- | -------------------- |
| Чоловіки | 150     | 24                 | 107              | 19                   |
| Жінки    | 137     | 31                 | 68               | 38                   |
| Разом    | 287     | 55                 | 175              | 57                   |